# Eine kleine Nachtmusik
La Serenata núm. 13 en sol major, «Petita serenata nocturna» («Eine kleine Nachtmusik», en alemany), K. 525, és una serenata de Wolfgang Amadeus Mozart composta per a orquestra de cordes (violins I i II, violes, violoncels i contrabaixos). Aquesta obra data del 1787.
El seu primer moviment és un dels temes més coneguts de la música clàssica.
1. Allegro (?·pàg.)

L'obra és contemporània a la mort de Leopold Mozart, pare del compositor, i de l'òpera Don Giovanni. Està datada el 10 d'agost del 1787 i originalment tenia 5 moviments, amb un primer minuet després de l'allegro, que fou suprimit i del qual no en tenim notícia. La partitura s'edità el 1827 i el manuscrit es va retrobar el 1943.

## Composició, publicació i recepció
La serenata es va completar a Viena el 10 d'agost de 1787, quan Mozart estava treballant en el segon acte de la seva òpera Don Giovanni. No se sap per què es va compondre. Wolfgang Hildesheimer, assenyalant que la majoria de les serenates de Mozart van ser escrites per encàrrec, suggereix que aquesta serenata també va ser una comissió, l'origen i la primera actuació de la qual no es van registrar.
El nom utilitzat tradicionalment de l'obra prové de l'entrada que Mozart hi va fer al seu catàleg personal, que comença per "Eine kleine Nacht-Musik". Com assenyalen Zaslaw i Cowdery, Mozart gairebé segur que no li donava un títol especial a la peça, sinó que només va indicar en els seus registres que havia completat una petita serenata.
L'obra no es va publicar fins al 1827, molt després de la mort de Mozart, per Johann André a Offenbach am Main. Havia estat venuda a aquesta editorial el 1799 per la vídua de Mozart Constanze, formant part d'un gran paquet de composicions del seu marit.
Avui dia, la serenata és àmpliament interpretada i gravada; de fet, tant Jacobson com Hildesheimer opinen que la serenata és la més popular de totes les obres de Mozart. De la música, Hildesheimer escriu, «encara que la sentim a cada cantonada, la seva alta qualitat és indiscutible, una peça ocasional d'una ploma lleugera però alegre».

## Moviments
Aquest original té escrites quatre parts on el contrabaix dobla el violoncel una octava baixa tota l'obra. Aquesta serenata ha estat interpretada molt sovint amb orquestra de corda.
L'obra té doncs, quatre moviments amb una extensió d'un quart d'hora aproximadament:
1. Allegro, en forma sonata
2. Romança, Andante en forma de secció de rondó, similar a la forma rondó sonata.
3. Menuetto, Allegretto (minuet, trio i minuet)
4. Rondó, Allegro en forma de rondó sonata

### I. Allegro
| 1. Allegro                                 |
|                                            |
| Interpretat per l'Advent Chamber Orchestra |
|                                            |

Aquest primer moviment està en forma sonata-allegro que s'obre amb una ascensió agressiva, influenciada per l'escola de Mannheim. El segon tema és més elegant i en re major, la tonalitat dominant de sol major. L'exposició es tanca en re major i es repeteix. La secció de desenvolupament comença en re major i toca re menor i do major abans que l'obra torni a sol major per a la recapitulació.
El primer tema

### II. Romança: Andante
| 2. Andante |
|            |
|            |
|            |

El segon moviment, amb el tempo marcat andante, és una romança en la tonalitat subdominant de re major. Està en forma rondó, prenent la forma A–B–A–C–A més una coda. Les tonalitats de les seccions són do major per a la i si, do menor per a do. L'aspecte mitjà del la està truncat, format només per la primera meitat del tema. Daniel Heartz descriu el moviment com evocant el ritme de la gavota: cadascuna de les seves seccions comença a la meitat del compàs, amb un doble ritme optimista.

### III. Menuetto: Allegretto
El tercer moviment, marcat amb Allegretto, és un minuet i trio, tots dos en temps  3  4. El minuet està en la tonalitat de sol de sol major, el trio contrastat en la tonalitat dominant de re major. Com és normal en aquesta forma, el minuet es torna a tocar da capo seguint el trio.

### IV. Final: Allegro
| 4. Allegro          |
|                     |
| Versió sintetitzada |
|                     |

El quart i últim moviment és en tempo viu, marcat Allegro; la tonalitat torna a ser en sol major. El moviment està escrit en forma sonata. Mozart especifica repeticions no només per a la secció d'exposició, sinó també per a les següents seccions de desenvolupament i recapitulació. El primer tema de la recapitulació és inusual perquè només els seus dos últims compassos tornen en menor paral·lel. L'obra acaba amb una llarga coda.

## Possible moviment addicional
A l'entrada del catàleg esmentada a dalt, Mozart va enumerar l'obra amb cinc moviments ("Allegro – Minuet i Trio – Romance – Minuet i Trio – Final.”). El segon moviment de la seva llista, un minuet i un trio, es va pensar que s'havia perdut durant molt de temps, i ningú sap si Mozart o algú altre el van eliminar. En el seu enregistrament de 1984, Christopher Hogwood va utilitzar un minuet de Thomas Attwood (que es trobava als seus quaderns de dibuix utilitzats mentre prenia lliçons de Mozart), i un trio addicional recentment compost per substituir el moviment absent. El musicòleg Alfred Einstein va suggerir, tanmateix, que un minuet a la Sonata per a piano en si bemoll major, K. 498a, és el moviment que falta.
L'any 1971, aquest moviment es va incorporar a un enregistrament de l'obra preparat pel musicòleg i intèrpret Thurston Dart. El 1989, el minuet i el trio de K. 498a va tornar a ser gravat com a part d'un arranjament d'Eine Kleine Nachtmusik fet per Jonathan Del Mar per a Nimbus Records.